# 斯特凡·梅茨
斯特凡·梅茨（德語：Stefan Metz，1951年10月15日—），德国男子冰球运动员，所属俱乐部为Berliner SC。他曾代表西德参加1976年冬季奥林匹克运动会冰球比赛，获得一枚铜牌。